# Piero Umiliani
Piero Umiliani (Firenze, 17 luglio 1926 – Roma, 14 febbraio 2001) è stato un compositore, polistrumentista e direttore d'orchestra italiano.

## Biografia
Nacque a Firenze, in via Coluccio Salutati, nel quartiere di Gavinana, il 17 luglio 1926 da Guido e Eleonora Cecconi. Studiò presso il Liceo classico statale Galileo di via de' Martelli, nel pieno centro storico del capoluogo toscano. Durante l'adolescenza era solito ascoltare la radio svizzera che trasmetteva spesso la musica di Duke Ellington, il cui stile, il Jazz, era inviso dal regime fascista e perciò vietato. 
(Estratto dal diario di Piero Umiliani.)
Nel 1942 inviò al periodico Il nuovo quotidiano di Firenze una lettera, che fu successivamente pubblicata, in cui difendeva e giustificava lo stile Jazz e le cui idee gli attirarono critiche nonché elogi. Un elogio gli fu rivolto dal compositore Pippo Barzizza che decise di mettersi in contatto con Umiliani per invitarlo negli studi EIAR di Roma, la futura Rai, per ascoltare l'orchestra diretta da Barzizza che avrebbe suonato proprio musica jazz. Con l'arrivo dell'esercito alleato in Italia, Umiliani fece conoscenza con i soldati americani e insieme ad altri suoi amici formò il Quintetto Stella con cui suonava, in veste di pianista, nei locali frequentati da quei soldati.
Queste prime attività musicali gli fecero prendere in considerazione l'idea di frequentare il conservatorio di Firenze. Nel 1952 si diplomerà in contrappunto e fuga. Grazie alle continue esibizioni con musicisti come Francesco Ferrari e il già citato Pippo Barzizza, Umiliani divenne ben presto una figura nota nel mondo del jazz italiano. In questo periodò collaborò anche con Gianni Basso, Oscar Valdambrini e Gil Cuppini. Nei primi anni '50 incominciò anche a comporre musiche e a suonare nei locali di Milano e Firenze. Nel 1955 prese la decisione di trasferirsi a Roma dove fondò un ottetto jazz e, tra il 1955 e il 1956, incise numerosi dischi insieme al cantante Rino Loddo. In concomitanza del festival di Napoli del 1956, Umiliani decise di registrare dei classici della tradizione musicale napoletana arrangiati in stile dixieland e il cui album, Dixieland in Naples fu pubblicato dalla RCA Italiana. Il successo di questo album lo fece partecipare nel 1958 a due serate del Festival Internazionale del Jazz di Sanremo. Nello stesso anno ricevette dal regista Mario Monicelli l'incarico di comporre le musiche per il film I soliti ignoti, le quali Umiliani compose in quindici giorni. Il successo ottenuto dal film fece sì che Umiliani entrasse nel mondo delle colonne sonore cinematografiche. L'anno successivo divenne inoltre responsabile musicale del programma televisivo Il Mattatore, con Vittorio Gassman. La collaborazione con la Rai continuò e nei primi anni sessanta gli fu affidata la conduzione di alcune trasmissioni televisive dedicate al jazz. Iniziò in questo periodo anche la sua attività di compositore di colonne sonore per il cinema. Nel 1960 collabora con Pier Paolo Pasolini, che si occupò del testo, per scrivere la musica del Valzer della toppa brano reso celebre da Laura Betti, con la quale Umiliani incise il disco, e successivamente eseguito anche da Gabriella Ferri.

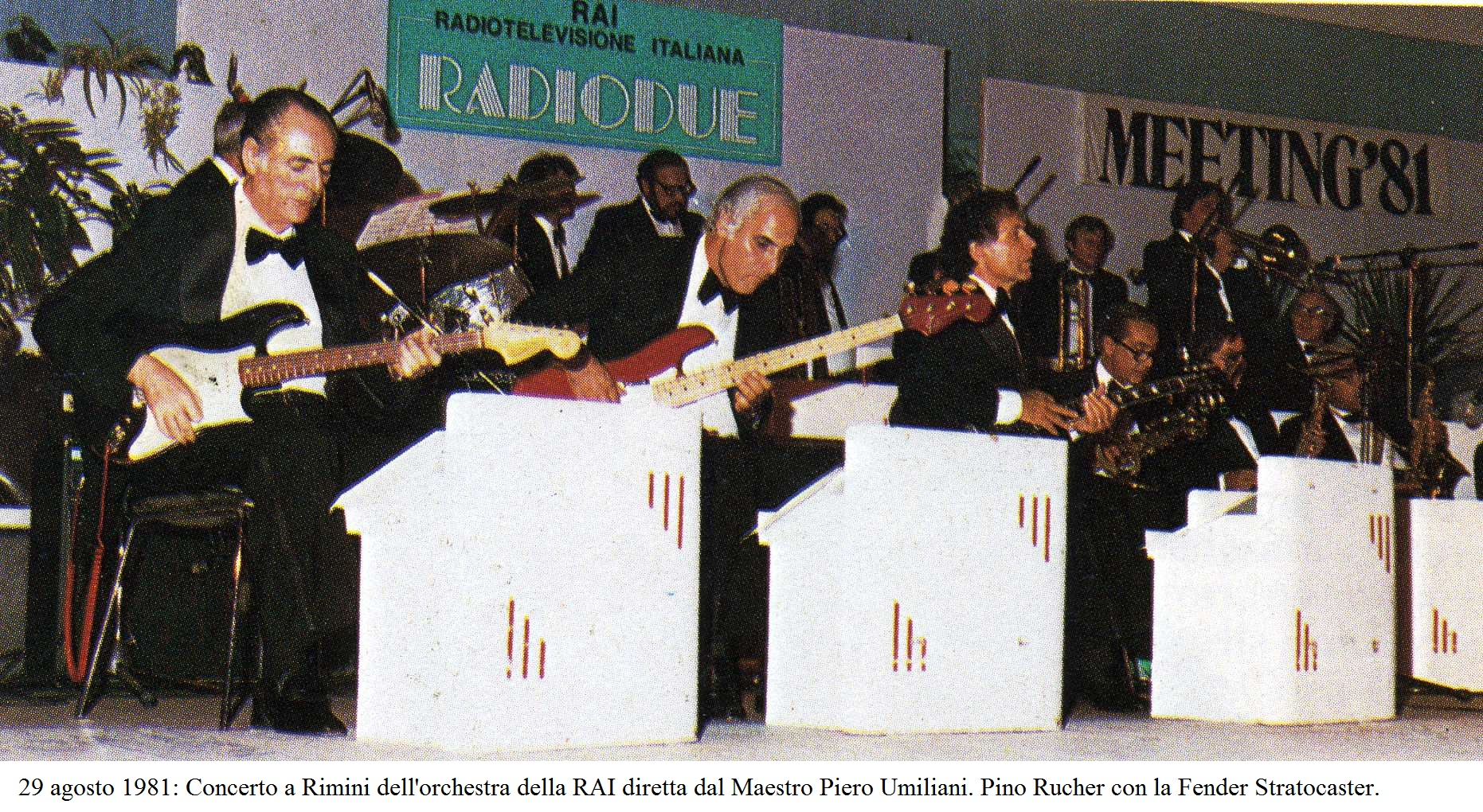
Meeting per l'amicizia fra i popoli. Concerto a Rimini dell'Orchestra Sinfonica Nazionale della RAI diretta dal Maestro Piero Umiliani. Pino Rucher accanto al bassista Giorgio Rosciglione.

Un grande punto di svolta avvenne nel 1968, quando il regista Luigi Scattini chiese ad Umiliani di comporre la colonna sonora del film Svezia inferno e paradiso. Durante la composizione della musica per questo film, Umiliani compose anche la celebre canzone Mah-nà mah-nà, originariamente intitolata Viva la sauna svedese, con cui ottenne il successo mondiale grazie ai numerosi utilizzi da parte di programmi televisivi internazionali. Un ulteriore cambiamento avvenne il 27 dicembre 1968 quando Umiliani decise di comprare dei locali a Roma che trasformò in studio di registrazione personale che prese il nome di Sound Work-Shop Studio, prendendo ispirazione dal più famoso BBC Radiophonic Workshop. In questo studio compose e registrò quasi tutti gli album e le colonne sonore degli anni successivi, dedicandosi al contempo anche alla realizzazione di album destinati al mercato di sonorizzazioni per i programmi e i documentari della Rai.
Nel febbraio 1984, dopo un'intervista radiofonica presso gli studi Rai di Via Asiago a Roma, viene colto da un ictus debilitante che lo tiene lontano dal lavoro per un lungo periodo. Nel 1991, dopo la riabilitazione, ritorna in scena e, l'anno seguente, esce l'album Umiliani Jazz Family, nato dalla collaborazione con Paolo Fresu, Giovanni Tommaso e Gianpaolo Ascolese, con la figlia Alessandra in veste di vocalist per la prima volta. Sul finire degli anni novanta, la musica di Umiliani è stata rivalutata grazie all'esplosione del fenomeno lounge, ovvero brani ispirati ad atmosfere da quelle colonne sonore, esotiche, maliziose e divertenti delle quali Piero Umiliani fu uno dei massimi esponenti.
Una serie di raccolte e ristampe di successo (per lo più realizzate da Right Tempo e Cinevox) convinsero Umiliani a ritornare a suonare dal vivo partecipando a diversi festival e rassegne fino all'ultimo concerto, tenuto al Classico Village per il Roma Jazz Festival, il 25 ottobre del 2000.
Morì a Roma il 14 febbraio 2001 a 74 anni.

### Tributi e ricordi

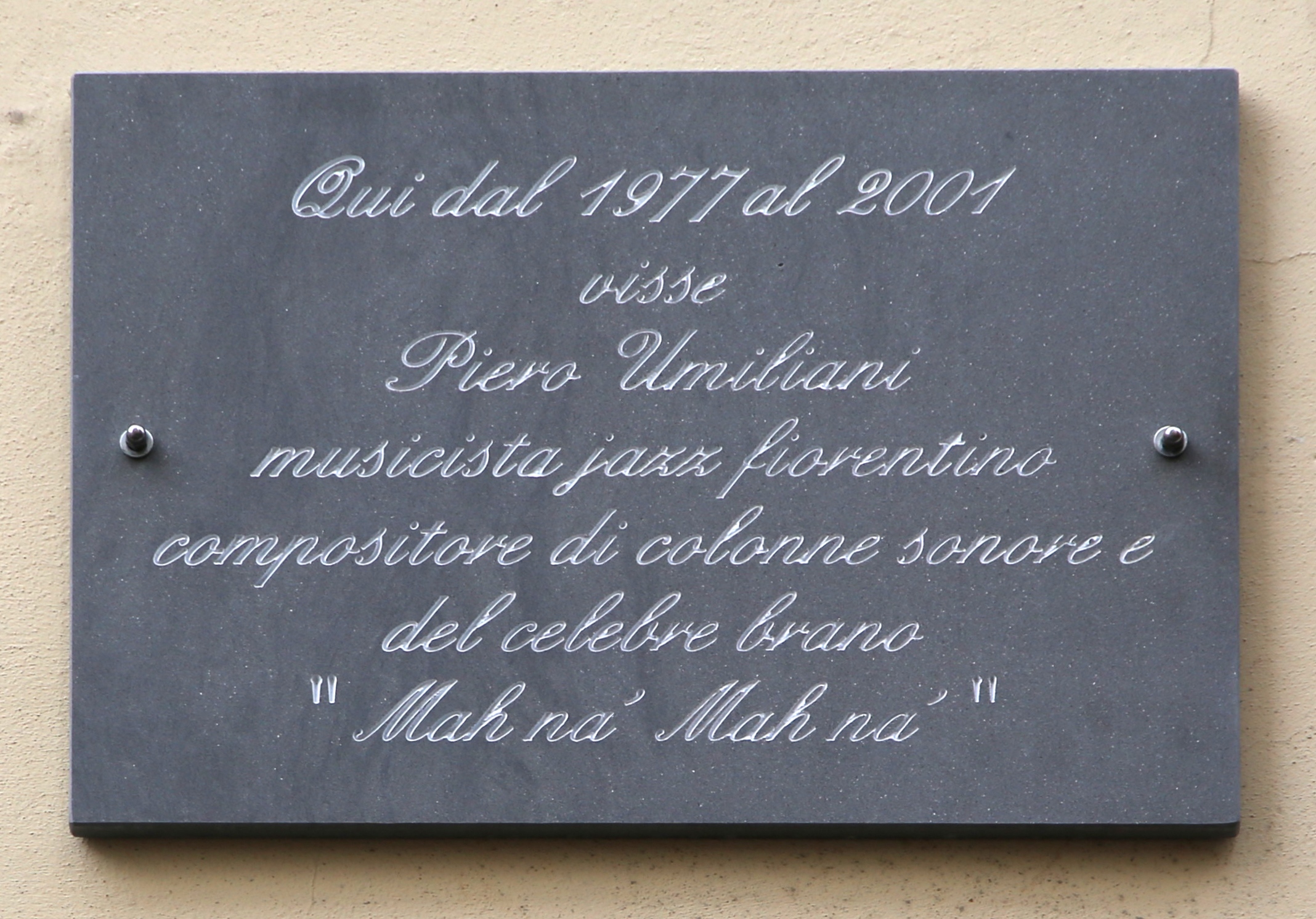
Targa a Piero Umiliani in via Vacchereccia 3 a Firenze.

Il 15 settembre 2021, nel ventennale della morte, è stata inaugurata una targa commemorativa nella sua residenza fiorentina, in via Vacchereccia numero 3, con la partecipazione del Comune di Firenze, alla presenza dei suoi familiari.
Nel 2022, al 40° Torino Film Festival, viene presentato Il tocco di Piero – Le mille vite di Piero Umiliani film documentario diretto da Massimo Martella in cui la carriera di Umiliani viene ripercorsa grazie all'aiuto di famigliari e amici come Elisabetta e Alessandra Umiliani, Stefania Boffa in Umiliani, Dario Salvatori, Vincenzo Mollica, Pierpaolo De Sanctis, Luca Sapio, Edda Dell'Orso, Giovanni Tommaso, Gegè Munari, e Silvano Chimenti. Nel documentario la produzione jazz viene reinterpretata dall'Enrico Pieranunzi Quintet mentre le colonne sonore dai Calibro 35 accompagnati alla voce da Serena Altavilla.

## Le colonne sonore
Umiliani è noto a livello internazionale per aver composto oltre 150 colonne sonore di film; il suo primo lavoro è del 1954, quando viene chiamato a comporre le musiche di un documentario dei fratelli Taviani.
Tra le sue colonne sonore più celebri si ricordano le musiche di I soliti ignoti dove appare Blues for Gassman diventato quasi uno standard jazzistico in Italia, e il seguito Audace colpo dei soliti ignoti con la collaborazione di Chet Baker e poi Svezia inferno e paradiso (che contiene il celebre successo Mah-nà mah-nà cantato da Alessandro Alessandroni e Giulia De Mutiis e suonato dai Marc 4), La legge dei gangster, La ragazza dalla pelle di luna, Il corpo.
Nel 1959, un tema sentimentale della colonna sonora del film I soliti ignoti era stato ripreso e, con il testo di Corbucci, era divenuto una canzone con il titolo Juke-box sentimentale ed era stato utilizzato come sigla della omonima trasmissione radiofonica diretta da Lia Origoni con la collaborazione dello stesso Umiliani.
La sua composizione "Crepuscolo sul mare" è stata inserita nel film Ocean's Twelve del 2004.

## Altre incisioni
Negli anni '60 e inizio dei '70 la sua canzone Dribbling fu la sigla iniziale della seguitissima trasmissione Rai della domenica sera La domenica sportiva. Dal 1968 al 1977 è l'autore della sigla iniziale de La Corrida, trasmissione radiofonica Rai di Corrado. Negli stessi anni compose la sigla iniziale della serie televisiva Stasera Fernandel, intitolata Una serata con te, e quella strunentale della riedizione, dal titolo Fernando Fernandel.
Nel 1972 ha inciso, con lo pseudonimo Rovi, l'album Storia e Preistoria.
Nel 1973 ha inciso, con lo pseudonimo L'ingegner Giovanni e famiglia, al moog il brano elettronico Telstar dell'inglese Joe Meek (pubblicato su 45 giri dalla RCA Victor).
Altri pseudonimi utilizzati nel corso della sua carriera sono stati Catamo, M. Zalla, Moggi, Tusco.

## Discografia
Album in studio
- 1962 - Boccaccio '70
- 1962 - Smog
- 1962 - Caratteristici
- 1962 - Ballabili
- 1963 - I piaceri proibiti
- 1963 - Il paradiso dell'uomo
- 1963 - Mondo matto al neon
- 1963 - 40 anni di jazz in Italia
- 1964 - Intrigo a Los Angeles
- 1964 - Il Dono del Nilo
- 1964 - Bianco, Rosso, Giallo
- 1964 - Comica Finale
- 1964 - Musica per due
- 1964 - Arie antiche
- 1965 - Una bella grinta
- 1967 - Commenti Musicali: Jazz
- 1967 - Jazz dall'Italia n. 1
- 1967 - Gli Italiani e l'Industria
- 1967 - Il Ponte dell'Asia
- 1967 - Jazz dall'Italia n. 2
- 1967 - La Consolazione della Pietra
- 1967 - La Buona Stagione
- 1968 - Effetti musicali
- 1968 - Preistoria
- 1968 - Playtime
- 1968 - I classici del mare
- 1968 - Charlottiana
- 1968 - Laura Betti con l'orchestra di Piero Umiliani
- 1968 - La Morte bussa due volte
- 1968 - Svezia inferno e paradiso (Omicron, LPM 0014)
- 1968 - Psichedelica
- 1969 - La legge dei Gangsters
- 1969 - Fischiando in beat
- 1969 - Angeli bianchi... angeli neri (Omicron, LPS 0017)
- 1969 - Al cinema con Piero Umiliani
- 1970 - Musiche per commento (Record TV Discografica, RT 14)
- 1970 - Musiche per commento (Record TV Discografica, RT 15)
- 1970 - Musiche per commento (Record TV Discografica, RT 31)
- 1970 - 5 bambole per la luna d'agosto
- 1970 - Le isole dell'amore (Cinevox Record, MDF 33/42)
- 1971 - Questo sporco mondo meraviglioso
- 1971 - Comica n.2
- 1971 - Paesaggi (Liuto Records, LRS 0042)
- 1971 - Marce e marcette
- 1971 - Underground
- 1971 - Africa
- 1971 - Roma
- 1971 - Synthi Time
- 1971 - Bertoldo e Bertoldino
- 1972 - Il mondo dei romani
- 1972 - Servizio speciale
- 1972 - Switched on Naples
- 1972 - La ragazza dalla pelle di luna (Omicron, LPS 0024)
- 1972 - Mille e una Sera
- 1972 - L'uomo nello spazio
- 1972 - Arie romantiche e descrittive
- 1972 - Polinesia
- 1972 - Paesi balcanici
- 1972 - Storia e preistoria
- 1972 - Musica dell'era tecnologica
- 1972 - Percussioni ed effetti speciali
- 1972 - Guerra e distruzione
- 1972 - Suspense
- 1972 - Mosaico
- 1972 - Le canzoni di Firenze
- 1973 - To-Day's Sounds (Liuto Records, LRS 0053-0054)
- 1973 - Temi ritmici e dinamici (Liuto Records, LRS 0055)
- 1973 - Problemi d'oggi (Liuto Records, LRS 0056)
- 1973 - La ragazza fuoristrada (Liuto Records, LRS 0057)
- 1973 - La schiava io ce l'ho e tu no
- 1973 - The Folk Group
- 1973 - Il corpo
- 1974 - Jazz a confronto vol. 35
- 1974 - 10 Bianchi Uccisi da un Piccolo Indiano
- 1974 - PianoFender Blues
- 1974 - Nuove arie romantiche
- 1974 - Musica classica per l'uomo d'oggi
- 1974 - Mondo inquieto
- 1974 - Week-End
- 1974 - Golden Memories
- 1975 - Il fidanzamento
- 1975 - Relax
- 1975 - Continente nero
- 1975 - Genti e paesi del mondo
- 1975 - Mille e una Sera IIa ed.
- 1975 - Atmospheres
- 1975 - Bon Voyage!!!
- 1975 - Hard Rhythms and Soft Melodies
- 1976 - Temi descrittivi per singolo complesso
- 1976 - L'uomo e la città
- 1976 - Chitarra classica
- 1976 - Omaggio ad Einstein
- 1976 - Tra scienza e fantascienza
- 1976 - Drammi e speranze
- 1977 - Due temi con variazioni
- 1978 - Motivi allegri e distensivi
- 1978 - Discomusic
- 1978 - Gli archi raccontano
- 1979 - Aragosta a colazione
- 1979 - Tensione
- 1979 - News! News! News!
- 1979 - Album di viaggio
- 1979 - Film concerto
- 1979 - Panorama italiano
- 1980 - Il pianino del cinema muto
- 1981 - Bollenti spiriti
- 1981 - Fascismo e dintorni
- 1981 - Aria di paese
- 1981 - Double Face
- 1982 - Suspence elettronica
- 1982 - Lunapark
- 1982 - Medioevo e rinascimento
- 1991 - Umiliani Jazz Family (Liuto Records, LRS 0063/6)

Singoli
- 1955 - Via delle rose / Nuvola (con Rino Loddo)
- 1955 - Valle del Vibonese / Chitarra stanca (con Rino Loddo)
- 1955 - My Love / Cielo rosso (con Rino Loddo)
- 1955 - Serenata dal mare / Signorina di Sardegna (con Rino Loddo)
- 1956 - Il Trenino del destino / È bello (con Rino Loddo)
- 1956 - Sogni d'oro / Parole e musica (con Rino Loddo)
- 1959 - Lì per lì / Avevamo la stessa età (RCA Italiana, 45N 0781; con Teddy Reno)
- 1959 - Concertino / Sei nata per essere adorata (RCA Italiana, 45CP-11; con il Quartetto Due + Due)
- 1959 - Giocando alla roulotte / You're the Gal (Juke Box, JN 1817; con Joe Sentieri)
- 1962 - Dribbling / Ieri e domani
- 1969 - Mah-nà mah-nà / You Tried to Warn Me (Ariel Records, AR 500)

EP
- 1958 - Sottofondi musicali n. 2 (RCA Italiana, EPA 30-281; con Angelo Brigada)
- 1958 - Sottofondi musicali n. 3 (RCA Italiana, EPA 30-282)
- 1958 - Sanremo 1958 (RCA Italiana, A72V-0229; con Nilla Pizzi e Marcello De Martino)
- 1958 - Paolo Bacilieri alla TV (RCA Italiana, EPA 30-245; con Paolo Bacilieri e Marcello de Martino)
- 1958 - Resta Cu' Mme (RCA Italiana, EPA 30-278; con Caprice Chantal e Maurizio Arena)
- 1958 - Addio mia bella signora (RCA Italiana, A72V-0188; con Elio Mauro)
- 1958 - Paola Orlandi e Piero Umiliani (RCA Italiana, A72V-0209)
- 1958 - La commedia è finita (RCA Italiana, A72V-0220; con Laura Betti)
- 1958 - Tu ce l'hai la Mamma (RCA Italiana, A72V-0221; con Elio Mauro)
- 1958 - I soliti ignoti (RCA Italiana, EPA 30-284)
- 1958 - Ricordate? Quel motivetto (RCA Italiana, EPA 10014-1, 2 e 3)
- 1959 - Sanremo '59 (RCA Italiana, EPA 10038-1; con Teddy Reno)
- 1959 - Piero Umiliani e il suo complesso (RCA Italiana, EPA 30-343)

## Filmografia
1958
- I soliti ignoti, regia di Mario Monicelli

1959
- Roulotte e roulette, regia di Turi Vasile
- Audace colpo dei soliti ignoti, regia di Nanni Loy

1960
- Genitori in blue-jeans, regia Camillo Mastrocinque
- Il vigile, regia di Luigi Zampa
- Labbra rosse, regia di Giuseppe Bennati
- Urlatori alla sbarra, regia di Lucio Fulci
- Caravan petrol, regia di Mario Amendola

1961
- Le ambiziose, regia di Antonio Amendola
- A cavallo della tigre, regia di Luigi Comencini
- A porte chiuse, regia di Dino Risi
- Venere creola, regia di Lorenzo Ricciardi
- Mariti a congresso, regia di Luigi Filippo D'Amico

1962
- Smog, regia di Franco Rossi
- Noi e l'automobile, regia di Luciano Emmer
- I nuovi angeli, regia di Ugo Gregoretti
- Boccaccio '70 (episodio "Renzo e Luciana"), regia di Mario Monicelli
- Colpo gobbo all'italiana

1963
- Omicron
- Mondo matto al neon
- I misteri di Roma
- Il comandante
- La bella di Lodi
- L'amore difficile

1964
- Via Veneto
- Intrigo a Los Angeles
- Controsesso (episodio "Cocaina di domenica")
- Bianco, rosso, giallo, rosa
- Le più belle truffe del mondo (episodio "La Feuille du Route")
- 00-2 agenti segretissimi
- La strada per Fort Alamo
- L'ultimo rififì
- I due nemici pubblici

1965
- Lo scippo
- I figli del leopardo
- Due mafiosi contro Goldginger
- Una bella grinta
- La Celestina P... R...
- Agente 3S3 - Passaporto per l'inferno
- Peep Show
- Agente X 1-7 operazione Oceano, regia di Tanio Boccia
- Il morbidone, regia di Massimo Franciosa
- Made in Italy
- I due parà
- Il Tramontana
- La vendetta di Lady Morgan, regia di Massimo Pupillo

1966
- 2 mafiosi contro Al Capone
- 7 monaci d'oro
- Due marines e un generale
- Testa di rapa, regia di Giancarlo Zagni
- Ray Master l'inafferrabile
- Operazione poker
- Password: Uccidete agente Gordon, regia di Sergio Grieco
- I due sanculotti
- Un colpo da mille miliardi
- Agente 3S3 - Massacro al sole
- Inferno a Caracas
- Che notte, ragazzi!
- Tecnica di una spia
- Duello nel mondo

1967
- Il tempo degli avvoltoi, regia di Nando Cicero
- Rififí ad Amsterdam
- Ric e Gian alla conquista del West
- Password: Uccidete agente Gordon
- Non sta bene rubare il tesoro
- Trappola per 4
- Il figlio di Django
- I due figli di Ringo
- Come rubare la corona d'Inghilterra, regia di Sergio Grieco
- Tecnica per un massacro
- Jerry Land - Cacciatore di spie
- Per 50.000 maledetti dollari
- 28 minuti per 3 milioni di dollari
- Segretissimo
- Il nero, regia di Giovanni Vento (Sax solista Gato Barbieri)

1968
- Una tranquilla villeggiatura
- I nipoti di Zorro
- Goldface - Il fantastico superman, regia di Bitto Albertini
- Crisantemi per un branco di carogne
- I 2 deputati
- La vuole lui... lo vuole lei
- La notte è fatta per... rubare
- Due occhi per uccidere
- Svezia inferno e paradiso
- Scusi, lei conosce il sesso?

1969
- La legge dei gangsters
- La morte bussa due volte (Blonde Köder für den Mörder), regia di Harald Philipp
- Eros e Thanatos
- Don Franco e Don Ciccio nell'anno della contestazione
- Orgasmo
- Quinto: non ammazzare
- L'arcangelo, regia di Giorgio Capitani

1970
- I vendicatori dell'Ave Maria, regia di Bitto Albertini
- 5 bambole per la luna d'agosto
- La ragazza dalla pelle di luna
- Le isole dell'amore
- Dove non è peccato
- Django sfida Sartana
- Angeli bianchi... angeli neri, regia di Luigi Scattini
- L'uomo dal pugno d'oro
- Roy Colt & Winchester Jack
- Due ragazzi da marciapiede

1971
- In fondo alla piscina
- Questo sporco mondo meraviglioso, regia di Mino Loy e Luigi Scattini
- Reverendo Colt, regia di León Klimovsky
- La vendetta è un piatto che si serve freddo, regia di Pasquale Squitieri
- I due assi del guantone

1972
- I vizi segreti della donna nel mondo
- La schiava io ce l'ho e tu no
- W Django!
- Al tropico del cancro, regia di Giampaolo Lomi e Edoardo Mulargia

1973
- La ragazza fuoristrada
- Baba Yaga

1974
- Il corpo
- L'ammazzatina
- La governante
- Dieci bianchi uccisi da un piccolo indiano, regia di Gianfranco Baldanello
- Il domestico

1975
- L'insegnante
- La pupa del gangster

1976
- La dottoressa del distretto militare
- Bruciati da cocente passione
- Eva nera

1977
- Pane, burro e marmellata
- Blue Nude
- La bella e la bestia
- La notte dell'alta marea
- La soldatessa alla visita militare

1978
- L'inquilina del piano di sopra
- Follie di notte
- Io tigro, tu tigri, egli tigra
- La soldatessa alle grandi manovre

1979
- Aragosta a colazione

1980
- Quando la coppia scoppia
- Odio le bionde
- C'è un fantasma nel mio letto
- La cameriera seduce i villeggianti, regia di Aldo Grimaldi

1981
- Il marito in vacanza
- Bollenti spiriti
- Teste di quoio
- C'è un fantasma nel mio letto

1982
- Erotico 2000
- Perdoname amor
- Vai avanti tu che mi vien da ridere

## Programmi radiofonici Rai
- Juke-box sentimentale, trasmissione radiofonica bisettimanale diretta da Lia Origoni con la collaborazione di Piero Umiliani[11], 1959.
- La locanda delle sette note, di e con Lia Origoni con l'orchestra di Piero Umiliani e Mario Gangi, 1963.